# Георги Менкаджиев
Георги Янков Менкаджиев е български общественик и просветен деец от Македония.

## Биография
Роден е в 1844 година във Велес, тогава в Османската империя. Баща му Янко Менкаджиев е учител във Велес от 1848 до 1851 година. Георги също става учител и преподава в родния си град между 1863 и 1875 година. Подписва Пълномощно на българи от Македония за участие в Учредителното събрание на Княжеството от 13 февруари 1879. Чрез пълномощното представителите на Македония искат:
| „ | ...да изразят горещото желание на всичките жители — българи от Македония, което [се] състои в единството на народа ни, както много пъти сме изразили пред Европейските сили, а за разделението от братията ни сме ся протестирали не еднажди и не ще престанем от да ся протестираме и да ся стремим за обединението ни, докле тече в жилити ни българска кръв. | “ |

Умира в София в 1909 година.